# T-4 (Traktor)
Der T-4 (russisch Т-4) ist ein sowjetischer und später russischer Kettentraktor, der ab 1964 im Altaiski Traktorny Sawod (kurz ATZ, russisch АТЗ) gefertigt wurde. In knapp 35 Jahren Bauzeit wurden etwa 380.000 Exemplare des Fahrzeugs produziert, das den noch längere Zeit parallel gebauten Vorgänger DT-54 ersetzte.

## Fahrzeuggeschichte

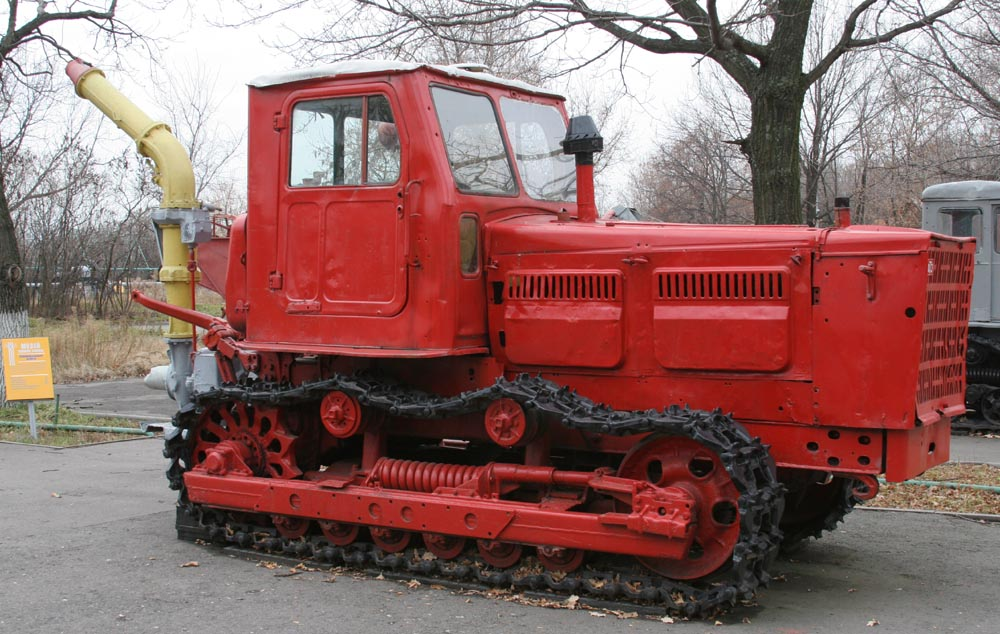
Seitenansicht des gleichen Fahrzeugs (2008)

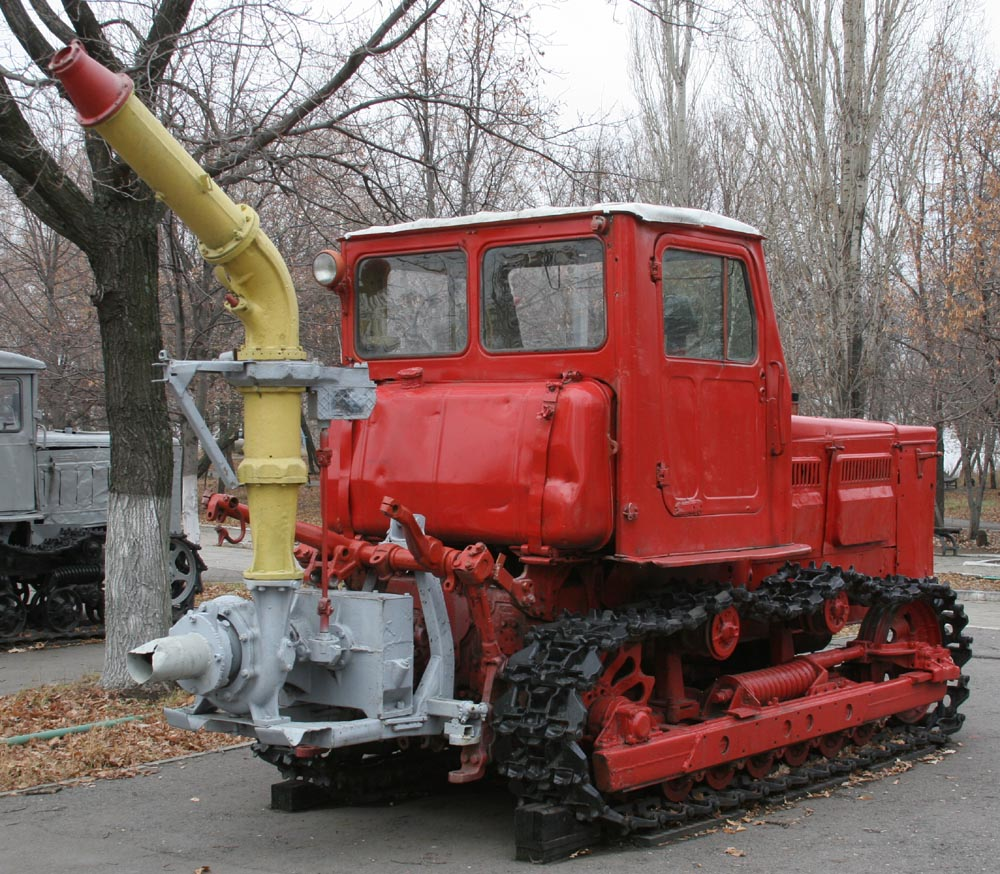
Heckansicht des Traktors, zusätzlich ist eine Pumpe angebaut (2008)

Die Produktion des T-4 begann im Altaiski Traktorny Sawod 1964. Der Kettentraktor wurde dort unverändert bis 1970 gebaut, wobei vier verschiedene Varianten entstanden. Diese wurden mit T-4-S1 bis T-4-S4 bezeichnet und unterschieden sich nur durch das eingebaute Hydrauliksystem. Dieses variierte in der Anzahl und Verwendung der verbauten Arbeitszylinder, wobei mit dem -S3 auch ein Modell ganz ohne Hydraulik gebaut wurde. Bis 1970 liefen 33.900 Exemplare aller Versionen dieser Fahrzeuge von den Bändern.
Ab 1970 wurde die modernisierte Version T-4A hergestellt. Diese Variante unterschied sich hauptsächlich durch den verwendeten Motor. Der bereits zuvor eingebaute großvolumige Sechszylinder-Dieselmotor erhielt eine Leistungssteigerung von 110 PS (81 kW) auf 130 PS (96 kW) und wurde nun als A 01 M bezeichnet. Außerdem wurde auf Basis des T-4A auch das Modell T-4AP gebaut. Dieses Fahrzeug hat zusätzlich eine Fronthydraulik, um ein Planierschild anbringen und verstellen zu können. Entsprechend wurde der Traktor als Planierraupe genutzt.
Die Fertigung des T-4A und seiner Modifikationen wurde 1998 eingestellt. Bis dahin wurden noch einmal 343.000 Traktoren gebaut, zusätzlich zu den knapp 34.000 der ersten Version T-4. Auch heute baut das Altaiski Traktorny Sawod noch Kettentraktoren, zum Beispiel das ähnliche, aber grundlegend überarbeitete Modell Altai-130.
Der T-4 und T-4A wurden häufig kritisiert, insbesondere der Vergleich zu anderen, ähnlichen Kettentraktoren aus sowjetischer Fertigung fiel oft schlecht aus. Das halbstarre Kettenfahrwerk sorgte dafür, dass die Maschine extrem schlechte Fahreigenschaften aufwies. Insbesondere auf gefrorenen Böden oder sonstigen festen Untergründen gab es quasi keine Dämpfung. Außerdem gab es Mängel an den Antriebsritzeln. Zudem war der Traktor kompliziert aufgebaut und nur schlecht zu warten. Die Höchstgeschwindigkeit von lediglich 9 km/h war für Transportaufgaben zu gering. Oft kamen die Fahrzeuge nur auf schweren Böden zum Pflügen zum Einsatz und wurden während der restlichen Zeit überhaupt nicht genutzt.

## Technische Daten
Die nachfolgenden Daten beziehen sich auf das Modell T-4 von 1964, ebenso die Daten in der Infobox. Mit einem * versehene Angaben beziehen sich auf das spätere Modell T-4A.
- Motor: Sechszylinder-Reihenmotor
- Arbeitsprinzip: Viertakt-Dieselmotor
- Motortyp: A-01
- Leistung: 110 PS (81 kW) bei 1600 min−1, später 130 PS (96 kW)*
- Hubraum: 11,15 l
- Bohrung: 130 mm
- Hub: 140 mm
- spezifischer Kraftstoffverbrauch: 185 g/PSh
- Tankinhalt: 300 l
- Anlasser: Einzylinder-Ottomotor vom Typ PD-10M
- Motorgewicht: 1130 kg
- Getriebetyp: handgeschaltetes Getriebe mit vier Vorwärts- und vier Rückwärtsgängen und zusätzlicher Untersetzung
- Höchstgeschwindigkeiten:
  - vorwärts: 6,12–9,17 km/h
  - vorwärts mit Untersetzung: 3,34–5,01 km/h
  - rückwärts: 4,52–6,78 km/h
- Zugkraft: maximal 39,2 kN

Abmessungen und Gewichte
- Länge: 4650 mm*
- Höhe: 2840 mm*
- Breite: 1952 mm*
- Bodenfreiheit: 362 mm
- Spurweite: 1384 mm
- Radstand zwischen den Kettenrädern: 2460 mm
- Gewicht: 7750 kg
- Leistungsgewicht: 70,4 kg/PS beziehungsweise 14,19 PS/t
- spezifischer Bodendruck: 0,38 kg/cm²